# Empalme Escobedo
Empalme Escobedo är en ort i Mexiko.   Den ligger i kommunen Comonfort och delstaten Guanajuato, i den centrala delen av landet, 220 km nordväst om huvudstaden Mexico City. Empalme Escobedo ligger 1 790 meter över havet och antalet invånare är 12 968.
Terrängen runt Empalme Escobedo är kuperad åt nordost, men åt sydväst är den platt. Runt Empalme Escobedo är det ganska tätbefolkat, med 149 invånare per kvadratkilometer. Närmaste större samhälle är Celaya, 18,0 km söder om Empalme Escobedo. I omgivningarna runt Empalme Escobedo växer huvudsakligen savannskog.